# Spazio subaracnoideo
In anatomia, lo spazio subaracnoideo è lo spazio compreso tra le due leptomeningi: aracnoide (più superficiale) e pia madre (più profonda). Questo spazio è attraversato da numerose trabecole fibrose e contiene il liquor o liquido cefalo-rachidiano, vi si collocano, inoltre, le emergenze dei nervi cranici ed i vasi ematici (arterie e vene) cerebrali (la cui lacerazione causa emorragie subaracnoidee ). 

## Spazio subaracnoideo endocranico
All'interno della scatola cranica, la pia madre segue fedelmente l'andamento della superficie encefalica, l'aracnoide, invece, resta accollata alla dura madre, che si mantiene aderente alle ossa del neurocranio. Ne consegue la formazione di ampie dipendenze dello spazio subaracnoideo, date dagli andamenti diversi delle due leptomeningi: le cisterne liquorali.
Lo spazio subaracnoideo endocranico comunica con i il sistema ventricoli cerebrali mediante il velo midollare inferiore, attraversato dai due fori di Luschka (laterali) ed il foro di Magendie (centrale, di diametro maggiore), che pongono in rapporto il quarto ventricolo con la cisterna magna (o cerebello-midollare). 

## Spazio subaracnoideo spinale
Lungo il midollo spinale si ripropone una similare organizzazione: permane lo spazio subaracnoideo ma la dura madre (con, accollata internamente, l'aracnoide) si distacca dalle superfici ossee interne: nel canale vertebrale si colloca, infatti, uno spazio epidurale, ricco di tessuto adiposo e alloggiante il sistema venoso di Batson. La pia madre procede aderendo al midollo spinale e, di conseguenza, termina contestualmente con il cono midollare (di norma, nell'adulto, a livello del disco vertebrale tra prima e seconda vertebra lombare). Il sacco durale formato da dura madre ed aracnoide, invece, si porta più caudalmente, chiudendosi all'altezza della seconda o della terza vertebra sacrale: questa divergenza nell'andamento dei due foglietti meningei individua un'ulteriore cisterna: la lombosacrale, contenente le radici nervose della cauda equina immerse nel liquor.
Questa struttura anatomica costituisce un punto ideale per effettuare prelievi di liquido cefalorachidiano (rachicentesi) e, in generale, punture lombari, senza rischiare il danneggiamento del midollo spinale, in quanto le radici nervose fluttuano al suo interno prive di mezzi di fissità. Non vi è quindi il rischio di causare danni da perforazione, differentemente da quanto si rileva là dove, profondamente allo spazio subaracnoideo, decorre il midollo.

## Granulazioni aracnoidee
Lo spazio subaracnoideo endocranico forma, inoltre, delle estroflessioni: le granulazioni aracnoidee, che protrudono all'interno del lume dei seni durali, in particolare nelle lacune venose comunicanti con il seno sagittale superiore. Queste strutture lasciano sulla superficie interna del neurocranio delle rientranze: le fossette granulari. Le granulazioni aracnoidee sono fondamentali per il riassorbimento del liquor nel circolo venoso, garantendo così il ricircolo costante del liquido cefalorachidiano.